# Geofísica de superficie cercana

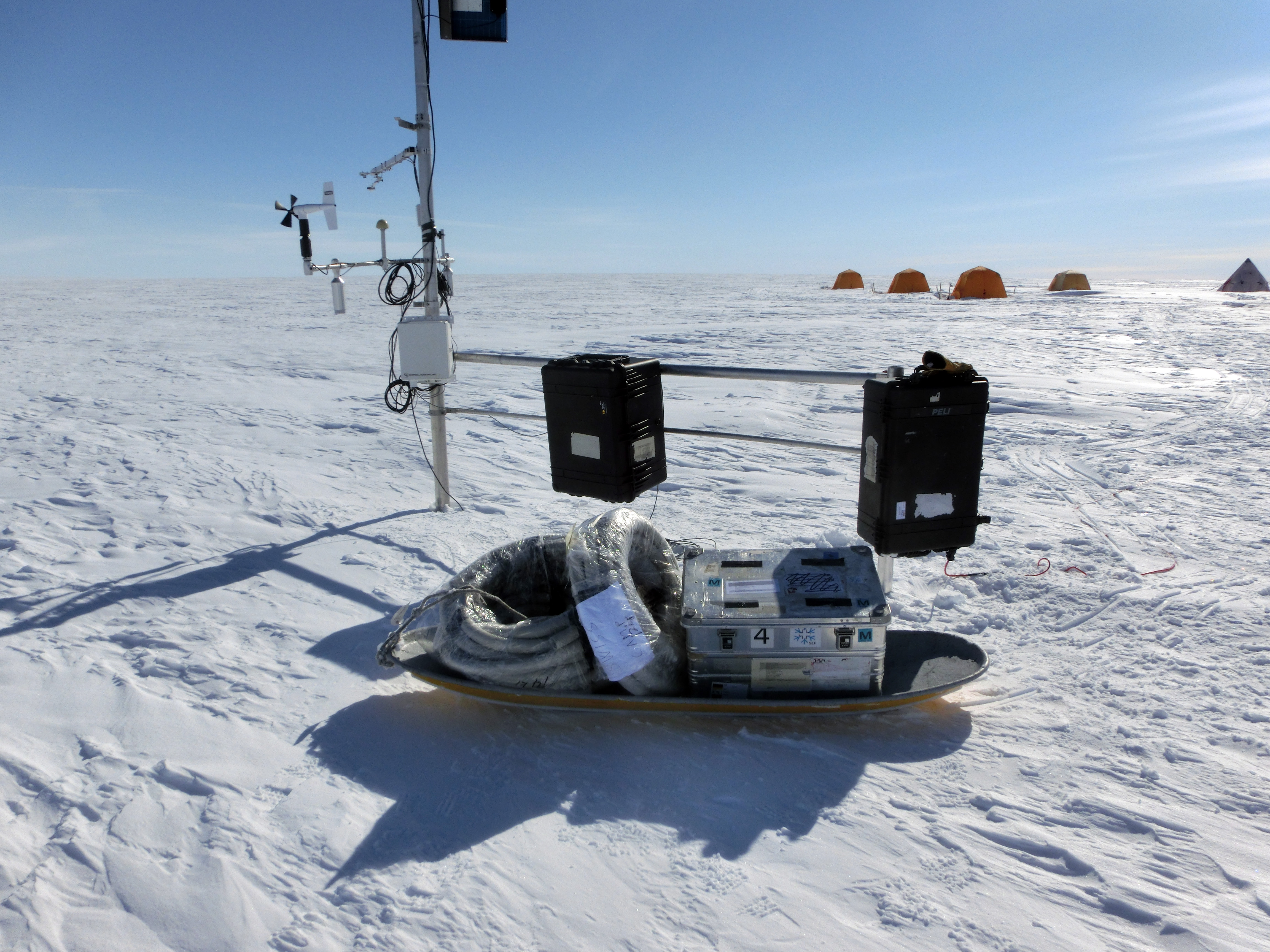
Radar automático de penetración en tierra (upGPR) cerca del campamento suizo (Groenlandia)

La geofísica de superficie cercana es el uso de métodos geofísicos para investigar características a pequeña escala en el subsuelo superficial (decenas de metros). Está estrechamente relacionado con la geofísica aplicada o la geofísica de exploración. Los métodos utilizados incluyen refracción sísmica y métodos de reflexión, gravedad, magnéticos, eléctricos y electromagnéticos. Muchos de estos métodos se desarrollaron para la exploración de petróleo y minerales, pero ahora se utilizan para una gran variedad de aplicaciones, que incluyen arqueología, ciencias ambientales, ciencias forenses, inteligencia militar, investigación geotécnica, búsqueda de tesoros e hidrogeología. Además de las aplicaciones prácticas, la geofísica cercana a la superficie incluye el estudio de los ciclos biogeoquímicos.

## Visión general
En los estudios de la Tierra sólida, la característica media que distingue a la geofísica de la geología es que implica la  teledetección. Se utilizan varios fenómenos físicos para sondear debajo de la superficie donde los científicos no pueden acceder directamente a la roca. Los proyectos de geofísica aplicada generalmente tienen los siguientes elementos: adquisición de datos, reducción de datos, procesamiento de datos, modelado e interpretación geológica.
Todo esto requiere varios tipos de estudios geofísicos. Estos pueden incluir encuestas de gravedad, magnetismo, sismicidad o magnetotelurgia. 

### Adquisición de datos
Un estudio geofísico es un conjunto de mediciones realizadas con un instrumento geofísico. A menudo, un conjunto de mediciones se realiza a lo largo de una línea o transversal. Muchas encuestas tienen un conjunto de recorridos paralelos y otro conjunto perpendicular a él para obtener una buena cobertura espacial. Las tecnologías utilizadas para los estudios geofísicos incluyen: 
- Métodos sísmicos, como sismología de reflexión, refracción sísmica y tomografía sísmica.
- Método sismoeléctrico
- Técnicas de geodesia y gravedad, incluidas la gravimetría y la gradiometría de gravedad.
- Técnicas magnéticas, incluyendo levantamientos aeromagnéticos y magnetómetros.
- Técnicas eléctricas, incluida la tomografía de resistividad eléctrica, polarización inducida y potencial espontáneo.
- Métodos electromagnéticos, tales como magnetotelúricos, radar de penetración de tierra y electromagnetismo transitorio/de dominio de tiempo.
- Geofísica del pozo, también llamado registro de pozos.
- Técnicas de teledetección, incluidas las imágenes hiperespectrales.

### Reducción de datos
Los datos en bruto de un estudio geofísico a menudo deben convertirse a una forma más útil. Esto puede implicar la corrección de datos para variaciones no deseadas; por ejemplo, una encuesta de gravedad se corregiría para la topografía de la superficie. Los tiempos de viaje sísmicos se convertirían en profundidades. A menudo, un objetivo de la encuesta se revelará como una anomalía, una región que tiene valores de datos por encima o por debajo de la región circundante.

### Procesamiento de datos
Los datos reducidos pueden no proporcionar una imagen lo suficientemente buena debido al ruido de fondo. La relación señal/ruido puede mejorarse mediante mediciones repetidas de la misma cantidad seguidas de algún tipo de promedio como el apilamiento o el procesamiento de la señal.

### Modelado
Una vez que se obtiene un buen perfil de la propiedad física que se mide directamente, debe convertirse en un modelo de la propiedad que se está investigando. Por ejemplo, las mediciones de gravedad se utilizan para obtener un modelo del perfil de densidad debajo de la superficie. Esto se llama un problema inverso. Dado un modelo de densidad, se pueden predecir las mediciones de gravedad en la superficie; pero en un problema inverso se conocen las medidas de gravedad y se debe inferir la densidad. Este problema tiene incertidumbres debido al ruido y la cobertura limitada de la superficie, pero incluso con una cobertura perfecta, muchos modelos posibles del interior podrían ajustarse a los datos. Por lo tanto, se deben hacer suposiciones adicionales para restringir el modelo. 
Dependiendo de la cobertura de datos, el modelo solo puede ser un modelo 2D de un perfil. O bien, se puede interpretar un conjunto de transectos paralelos utilizando un modelo 2½D, que supone que las características relevantes son alargadas. Para características más complejas, se puede obtener un modelo 3D mediante tomografía.

### Interpretación geológica
El paso final en un proyecto es la interpretación geológica. Una anomalía de gravedad positiva puede ser una intrusión ígnea, una anomalía negativa, un domo de sal o vacío. Una región de mayor conductividad eléctrica puede tener agua o galena. Para una buena interpretación, el modelo geofísico debe combinarse con el conocimiento geológico del área.

## Sismología

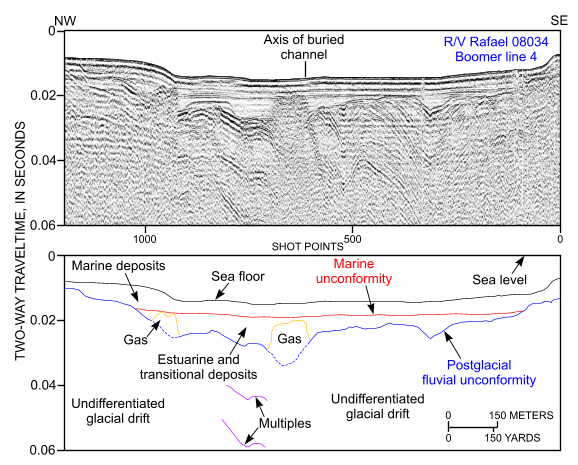
Figura superior: un perfil sísmico que muestra la intensidad frente al tiempo de viaje de ida y vuelta. Figura inferior: una interpretación de los resultados.

La sismología hace uso de la capacidad de las vibraciones para viajar a través de la roca como ondas sísmicas. Estas ondas vienen en dos tipos: ondas de presión (ondas P) y ondas de corte (ondas S). Las ondas P viajan más rápido que las ondas S, y ambas tienen trayectorias que se doblan a medida que la velocidad de la onda cambia con la profundidad. La sismología de refracción hace uso de estas trayectorias curvas. Además, si hay discontinuidades entre las capas de la roca o el sedimento, se reflejan ondas sísmicas. La sismología de reflexión identifica estos límites de capa por las reflexiones.

### Sismología de reflexión
La reflexión sísmica se utiliza para obtener imágenes de capas casi horizontales en la Tierra. El método es muy parecido al eco que suena. Se puede usar para identificar pliegues y fallas, y para buscar campos de petróleo y gas. A escala regional, los perfiles se pueden combinar para obtener una estratigrafía de secuencia, lo que permite fechar las capas sedimentarias e identificar el aumento eustatico del nivel del mar.

### Sismología de refracción
La refracción sísmica puede usarse no solo para identificar capas en rocas por las trayectorias de las ondas sísmicas, sino también para inferir las velocidades de las olas en cada capa, proporcionando así cierta información sobre el material en cada capa.

## Topografía magnética
El levantamiento magnético se puede hacer a escala planetaria (por ejemplo, el levantamiento de Marte por el Mars Global Surveyor) o en una escala de metros. En la superficie cercana, se utiliza para mapear límites geológicos y fallas, encontrar ciertos minerales, diques ígneos enterrados, ubicar tuberías enterradas y viejos trabajos mineros, y detectar algunos tipos de minas terrestres. También se usa para buscar artefactos humanos Los magnetómetros se utilizan para buscar anomalías producidas por objetivos con una gran cantidad de material magnéticamente duro como las ferritas.

## Topografía de microgravedad
Las mediciones de gravedad de alta precisión se pueden utilizar para detectar anomalías en la densidad de la superficie cercana, como las asociadas con sumideros y antiguos trabajos mineros, con monitoreo repetido que permite cuantificar los cambios cercanos a la superficie sobre estos.

## Georradar
El radar de penetración en el suelo es una de las geofísicas cercanas a la superficie más utilizadas en arqueología forense, geofísica forense, investigación geotécnica, búsqueda de tesoros e hidrogeología, con profundidades de penetración típicas de hasta 10 por debajo del nivel del suelo, dependiendo de las condiciones locales del suelo y las rocas, aunque esto depende de las antenas transmisoras/receptoras de frecuencia central utilizadas.

## Conductividad de tierra a granel
La conductividad de tierra a granel generalmente usa pares de transmisor/receptor para obtener señales EM primarias/secundarias del entorno circundante (tenga en cuenta la posible dificultad en áreas urbanas con fuentes de interferencia EM por encima del suelo), con áreas de recolección dependiendo de la separación de las antenas y el equipo utilizado. Actualmente hay sistemas aéreos, terrestres y acuáticos disponibles. Son particularmente útiles para el trabajo de reconocimiento inicial en tierra en investigaciones geotécnicas, arqueológicas y geofísicas forenses.

## Resistividad eléctrica

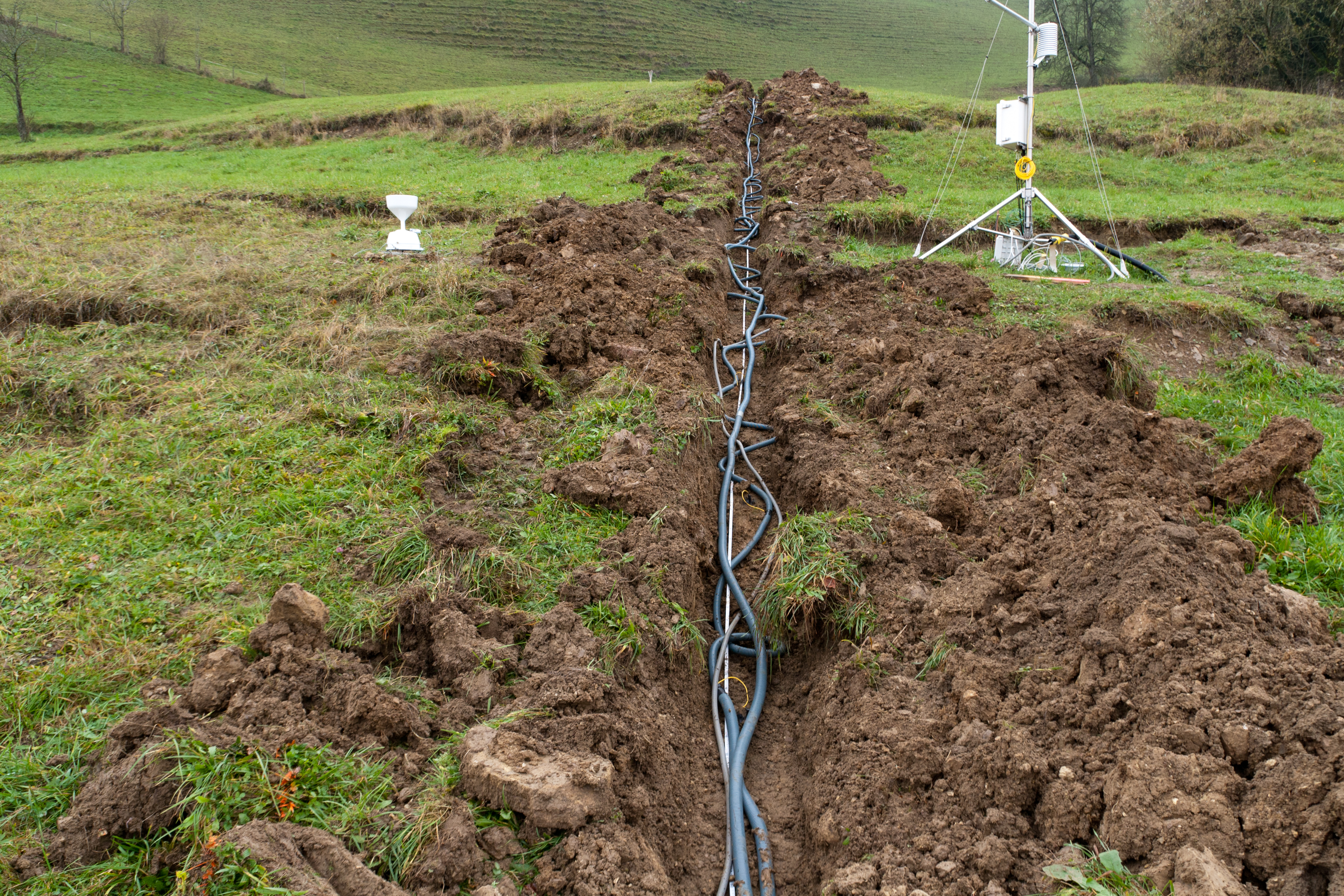
Perfil de tomografía de resistividad eléctrica

El recíproco de conductividad, los estudios de resistividad eléctrica miden la resistencia del material (generalmente tierra) entre las sondas eléctricas, con profundidades de penetración típicas de una a dos veces las separaciones de electrodos. Existen varias configuraciones de equipos de electrodos, la más típica es usar dos electrodos de corriente y dos electrodos potenciales en una matriz dipolo-dipolo. Se utilizan para investigaciones geotécnicas, arqueológicas y geofísicas forenses y tienen una mejor resolución que la mayoría de los estudios de conductividad. Experimentan cambios significativos con el contenido de humedad del suelo, una dificultad en la mayoría de las investigaciones de sitios con suelo heterogéneo y diferentes distribuciones de vegetación.

## Aplicaciones
Milsom y Eriksen (2011) proporcionan un libro de campo útil para la geofísica de campo. 

### Arqueología
Los métodos geofísicos se pueden utilizar para buscar o mapear un sitio arqueológico de forma remota, evitando excavaciones innecesarias. También se pueden usar para fechar artefactos. 
En los estudios de un posible sitio arqueológico, las características cortadas en el suelo (como zanjas, pozos y postoles) pueden detectarse, incluso después de rellenarse, mediante resistividad eléctrica y métodos magnéticos. El relleno también puede ser detectable utilizando un radar de penetración en el suelo. Los cimientos y paredes también pueden tener una firma magnética o eléctrica. Los hornos, chimeneas y hornos pueden tener una fuerte anomalía magnética porque una magnetización termorremanente se ha transformado en minerales magnéticos.
Los métodos geofísicos se utilizaron ampliamente en trabajos recientes sobre los restos sumergidos de la antigua Alejandría, así como en tres ciudades sumergidas cercanas (Heraklion, Canopus y Menouthis). Los métodos que incluyeron sonar de barrido lateral, levantamientos magnéticos y perfiles sísmicos descubrieron una historia de mala ubicación del sitio y una falla en la protección de edificios contra riesgos geográficos. Además, ayudaron a localizar estructuras que pueden ser el Gran Faro y el palacio de Cleopatra, aunque estas afirmaciones son controvertidas.

### Forense
La geofísica forense se usa cada vez más para detectar objetos/materiales cercanos a la superficie relacionados con una investigación criminal o civil. Los objetos de más alto perfil en las investigaciones criminales son los entierros clandestinos de víctimas de asesinato, pero la geofísica forense también puede incluir la ubicación de entierros sin marcar en cementerios y cementerios, un arma utilizada en un crimen o drogas enterradas o depósitos de dinero. Las investigaciones civiles tratan con mayor frecuencia de determinar la ubicación, la cantidad y (más complicado) el momento de los desechos vertidos ilegalmente, que incluyen contaminantes físicos (por ejemplo, volcado de moscas) y líquidos (por ejemplo, hidrocarburos). Hay muchos métodos geofísicos que podrían emplearse, dependiendo del objetivo y los materiales de fondo del huésped. La mayoría de las veces se usa un radar de penetración en el suelo, pero esto no siempre es una técnica de detección de búsqueda óptima. 

### Investigaciones geotécnicas
Las investigaciones geotécnicas utilizan la geofísica cercana a la superficie como una herramienta estándar, tanto para la caracterización inicial del sitio como para evaluar dónde posteriormente llevar a cabo una investigación intrusiva del sitio (SI) que involucra perforaciones y pozos de prueba. En las áreas rurales se pueden emplear métodos convencionales de SI pero en áreas urbanas o en sitios difíciles, las técnicas geofísicas específicas pueden caracterizar rápidamente un sitio para el seguimiento, métodos intensivos de investigación en superficie o cerca de la superficie. Lo más común es buscar servicios públicos enterrados y cables aún activos, limpiar los cimientos de los edificios, determinar los tipos de suelo y la profundidad del lecho de roca debajo del nivel del suelo, la contaminación de desechos sólidos/líquidos, minas y relictar minas debajo de las ubicaciones del suelo e incluso terrenos con diferentes condiciones. Incluso se han llevado a cabo investigaciones geofísicas en interiores. Las técnicas varían según el objetivo y los materiales del anfitrión como se menciona. 